# Metilazione del DNA
In biochimica, la  metilazione del DNA è una modificazione epigenetica del DNA. Il processo consiste nel legame di un gruppo metile (-CH3) ad una base azotata.
Differenti basi azotate possono subire questo tipo di modificazione per diverse funzioni.
L'adenina può essere metilata a livello delle sequenze GmeATC del genoma di alcuni batteri come Escherichia coli dall'enzima dam (DNA adenina metilasi). La funzione di questa metilazione è quella di proteggere il genoma della cellula dall'attacco delle endonucleasi di restrizione da lei stessa prodotte, come mezzo di resistenza all'attacco di fagi.
Un altro esempio di metilazione del DNA è la metilazione della citosina, che costituisce la quasi totalità della metilazione di DNA eucariotico. Nei mammiferi, la 5-metil-citosina (5meC o 5mC) si trova quasi esclusivamente nel dinucleotide CpG (citosina seguita da una guanina) nella regione codificante dei geni. 
Il dinucleotide CpG è poco rappresentato nel DNA degli eucarioti poiché soggetto a mutazione secondaria a metilazione. Il genoma dei mammiferi è quasi del tutto metilato, a eccezione di alcune zone ricche del dinucleotide CpG che per questo vengono chiamate isole CpG, solitamente abbondanti in regioni regolative e promotori dei geni eucariotici; la metilazione di queste sequenze aumenta in particolari patologie come la sindrome di Prader-Willi. La metilazione fisiologica del DNA in queste regioni dipende da proteine chiamate DNA-metil-transferasi o DNMTs (es. 1, 3a 3b) ed è un fenomeno che interviene nel controllo dell'espressione genica, nell'inattivazione del cromosoma X, nella struttura cromatinica e nell'imprinting genomico.
La metilazione della citosina è anche un importante fattore di mutazione. Infatti mentre la deaminazione della citosina produce uracile -una base azotata che non appartiene al DNA (bensì all'RNA) ed è immediatamente riconosciuta come estranea- la deaminazione della 5-metil citosina (5meC) la trasforma in timina, generando un mismatch, nel quale il sistema di riparazione dei mismatch (mismatch repair) non sempre preserva la corretta base azotata.
Si sospetta che sia implicata anche nel taglio degli introni, e nella modifica degli esoni.

## Nei mammiferi
La metilazione del DNA è essenziale per il normale sviluppo e questa è associata con alcuni processi chiave, tra cui l'imprinting genomico, l'inattivazione del cromosoma X, la soppressione di elementi ripetitivi e la carcinogenesi.
Tale metilazione è una modificazione biochimica e coinvolge l'aggiunta di un gruppo metile al livello del carbonio-5 della citosina, quasi esclusivamente nel contesto del dinucleotide CpG. La connessione tra metilazione del DNA e trascrizione genica è stata intensamente studiata negli ultimi 40 anni; il modello che attualmente gode di consenso trasversale nella comunità scientifica vede la metilazione del DNA associata a repressione della trascrizione. In particolar modo, la metilazione di un promotore a monte di un gene causerebbe la sua repressione, che a sua volta può essere invertita o alleviata tramite demetilazione della stessa sequenza. In altre parole, i diversi pattern di metilazione, dunque, regolano l'accensione e lo spegnimento di alcuni geni. È chiaro che un errore nella metilazione del DNA determina un cambiamento nell'organizzazione spaziale della cromatina e ciò determina, a sua volta, delle ‘'stonature'’; situazioni di ipo- o iper-metilazione, possono portare rispettivamente all'accensione o spegnimento di geni che agiscono come oncosoppressori o nei meccanismi di riparo del DNA. Epimutazioni di questo tipo sono state identificate in molti tipi di tumori.
La metilazione del DNA a livello di isole CpG è associata con repressione genica. Tali isole CpG, sono preferenzialmente localizzate al promotore dei molti geni, in particolar modo di geni house-keeping e in alcuni geni tessuto-specifici.
La 5-metil-citosina è più instabile, più soggetta a mutazioni e tende a deaminare rispetto alla citosina non modificata. La deaminazione della citosina causa la formazione di uracile (una base azotata normalmente non presente nel DNA ma nell'RNA), mentre la deaminazione della 5mC porta alla timina che non è più appaiata alla guanina dell'altro filamento. Quest'ultima è più frequente della prima anche a causa dell'efficienza dei meccanismi di riparo nel riconoscere i due tipi di mutazione. Una volta stabilito lo schema di metilazione, questo viene mantenuto ad opera di DNA-metil-transferasi di mantenimento, le quali hanno una particolare affinità per le sequenze emi-metilate, e tendono dunque a metilare il nuovo filamento formatosi su uno stampo già metilato.
Nelle cellule dei mammiferi, esistono inoltre, degli elementi cis-agenti che sono dispersi in tutto il genoma e fungono da elemento segnale o limite per la propagazione della metilazione.

## DNA metiltransferasi
Nelle cellule di mammifero, la metilazione del DNA si verifica principalmente nella posizione C5 della citosina nel contesto di dinucleotidi CpG ed è effettuata da una famiglia di enzimi chiamata DNMT (DNA-metil-transferasi). In particolar modo DNMT1 è responsabile del mantenimento del pattern di metilazione sui filamenti sintetizzati ad ogni ciclo di replicazione.
 In assenza di DNMT1, l'apparato di replicazione produce filamenti di DNA che non vengono metilati causando una "diluizione" della metilazione e di conseguenza un processo di demetilazione "passiva" (che cioè non comporta la rimozione attiva del gruppo metile dalla citosina già metilata).
Si pensa che DNMT3a e DNMT3b siano le metiltransferasi coinvolte nella metilazione de novo. In aggiunta ad esse, DNMT3L è una proteina che non ha attività catalitica ma si pensa abbia attività regolatrice delle metiltransferasi de novo, aumentando la loro capacità di legarsi al DNA e stimolando la loro attività. Infine, DNMT2 (TRDMT1) è stato identificato come un omologo delle DNA metiltransferasi, e contiene tutti i 10 motivi di sequenza comuni a tutte le DNA metiltransferasi;  tuttavia, DNMT2 (TRDMT1) non metila il DNA, ma metila citosina-38 nel loop dell'anticodonedell'acido aspartico tRNA.
Dal momento che molti geni oncosoppressori sono silenziati dalla metilazione del DNA durante la carcinogenesi, ci sono stati tentativi di ri-esprimere questi geni inibendo le DNMTs. La decitabina è un analogo nucleosidico che inibisce DNMTs intrappolandole in un complesso covalente sul DNA, impedendo la fase di β-eliminazione della catalisi, con conseguente degradazione degli enzimi. Tuttavia, affinché la decitabina sia attiva, deve essere incorporata nel genoma della cellula, che può causare mutazioni nelle cellule figlie se la cellula non muore. Inoltre, la decitabina è tossica per il midollo osseo, e ciò limita la sua capacità terapeutica. Al momento non è ancora chiaro se DNMT1 da sola è sufficiente a riattivare geni oncosoppressori silenziati dalla metilazione del DNA.

## Metilazione del DNA nel cancro
La metilazione del DNA è un importante regolatore della trascrizione genica ed è stato dimostrato che la metilazione anormale o anomala del DNA è associata al silenziamento genico non programmato, ed i geni con alti livelli di 5-metilcitosina nella regione del promotore, sono trascrizionalmente silenziati. La metilazione del DNA è essenziale durante lo sviluppo embrionale, e nelle cellule somatiche, i pattern di metilazione del DNA sono generalmente trasmessi alle cellule figlie con un'alta fedeltà. I pattern anormali di metilazione del DNA sono stati associati ad un gran numero di neoplasie umane e si trovano in due forme distinte: ipermetilazione e ipometilazione rispetto al tessuto normale. L'ipermetilazione è una delle principali modifiche epigenetiche che reprimono la trascrizione attraverso la regione promotrice di un gene oncosoppressore. L'ipermetilazione si verifica in genere nelle isoleCpG nella regione del promotore ed è associata con l'inattivazione genica. L'ipometilazione globale è stata anche coinvolta nello sviluppo e nella progressione del cancro attraverso meccanismi diversi.

## Nelle piante
Sono stati fatti notevoli progressi nel capire la metilazione del DNA nel modello vegetale Arabidopsis thaliana. La metilazione del DNA nelle piante differisce da quello dei mammiferi: mentre la metilazione del DNA nei mammiferi si verifica principalmente sul nucleotide citosina in un sito CpG, nelle piante la citosina può essere metilati in CpG, CpHpG e siti CpHpH  (where H = A, C or T) .
I principali enzimi DNA-metiltransferasi di Arabidopsis, che trasferiscono e attaccano covalentemente gruppi metilici sul DNA, sono DRM2, MET1 e CMT3. Sia il DRM2 e MET1 hanno un'importante omologia, rispettivamente, con le metiltransferasi dei mammiferi DNMT3 e DNMT1, invece CMT3  è l'unica proteina del regno vegetale. Ci sono attualmente due classi di DNA metiltransferasi: 1) la classe de novo, o enzimi che creano nuovi segnali di metilazione del DNA e 2) una classe di mantenimento che riconosce i segnali di metilazione sul filamento stampo di DNA e trasferisce la metilazione ne filamenti che hanno come stampo quelli già metilati, dopo la replicazione del DNA. DRM2 è l'unico enzima che è stato implicato come DNA metiltransferasi de novo. DRM2 inoltre è stato indicato, insieme a MET1 e CMT3 per essere coinvolto nel mantenimento dei segnali di metilazione attraverso la replicazione del DNA. Altre DNA metiltransferasi sono espresse nelle piante, ma non hanno alcuna funzione nota.
Non è chiaro come la cellula determina la posizione della metilazione de novo del DNA, ma si pensa che sia coinvolta la metilazione del DNA diretta dall'RNA. In RdDM, sono prodotti specifici trascritti di RNA a partire da DNA stampo e questo RNA assume una struttura secondaria detta double-strand. Gli RNA double-strand, sia attraverso l'siRNA o microRNA, dirigono il percorso di metilazione de novo nel punto originario del genoma in cui è stato prodotto l'RNA. Questo tipo di meccanismo è importante per la difesa cellulare contro i virus a RNA e/o trasposoni, che spesso formano un RNA ds che può essere mutagenico per il genoma.